# William Humphrey
William Humphrey, nato William Jonathan Humphrey  (Chicopee Falls, 2 gennaio 1875 – Hollywood, 4 ottobre 1942), è stato un attore e regista statunitense.
Talvolta venne accreditato come William Humphreys o come William J. Humphrey.

## Biografia
Nato nel Massachusetts nel 1875, William Humphrey fu uno dei più noti membri del team originale che lavorava per la Vitagraph, la casa di produzione pioniera nell'industria del primo cinema muto.

## Filmografia

### Attore

#### 1909
- Ruy Blas, regia di James Stuart Blackton (1909)
- King Lear, regia di James Stuart Blackton e William V. Ranous (1909)
- The Life of Napoleon, regia di James Stuart Blackton  (1909)
- Napoleon and the Empress Josephine, regia di James Stuart Blackton (1909)
- Napoleon, the Man of Destiny, regia di James Stuart Blackton (1909)
- Oliver Twist, regia di James Stuart Blackton (1909)
- The Judgment of Solomon, regia di James Stuart Blackton (1909)
- The Duke's Jester or A Fool's Revenge, regia di James Stuart Blackton (1909)
- Washington Under the American Flag, regia di James Stuart Blackton (1909)
- The Cobbler and the Caliph, regia di James Stuart Blackton (1909)
- The Way of the Cross regia di James Stuart Blackton (1909)
- Les Miserables (Part I), regia di James Stuart Blackton (1909)
- Benedict Arnold, regia di James Stuart Blackton (1909)
- The Life of Moses, regia di James Stuart Blackton (1909)
- A Midsummer Night's Dream, regia di Charles Kent e James Stuart Blackton (1909)

#### 1910
- Richelieu; or, The Conspiracy, regia di James Stuart Blackton (1910)
- The Girl and the Judge; or, A Terrible Temptation (1910)
- Twelfth Night, regia di Eugene Mullin, Charles Kent (1910)
- The Three of Them, regia di William Humphrey (1910)
- Jean and the Waif

#### 1911
- Jean Rescues
- A Tale of Two Cities, regia di Charles Kent (o William Humphrey?) (1911)
- Picciola; or, The Prison Flower (1911)
- Prejudice of Pierre Marie, regia di Laurence Trimble (1911)
- Tested by the Flag
- The Death of King Edward III, regia di J. Stuart Blackton (1911)
- The General's Daughter
- The Wrong Patient
- Forgotten; or, An Answered Prayer, regia di Van Dyke Brooke (1911)
- Selecting His Heiress
- A Southern Soldier's Sacrifice, regia di William Humphrey (1911)
- A Message from Beyond (1911)
- An Aeroplane Elopement

#### 1912
- The Heart of the King's Jester, regia di William Humphrey (1912)
- Her Forgotten Dancing Shoes
- The Governor Who Had a Heart
- The Lady of the Lake, regia di J. Stuart Blackton (1912)
- The French Spy, regia di Laurence Trimble (1912)
- The Money Kings, regia di Van Dyke Brooke e William Humphrey (1912)
- The Bogus Napoleon, regia di Charles Kent (1912)

#### 1913
- The Trap, regia di William Humphrey (1913)
- The Chains of an Oath
- Red and White Roses
- The Golden Hoard; or, Buried Alive
- Mixed Identities, regia di William Humphrey (1913)
- Hearts of the First Empire
- Captain Mary Brown
- His Life for His Emperor
- A Husband's Trick
- The Butler's Secret
- An Infernal Tangle, regia di William Humphrey (1913)
- The Snare of Fate, regia di William Humphrey (1913)
- An Unwritten Chapter, regia di William Humphrey (1913)
- The Glove, regia di William Humphrey (1913)
- My Lady of Idleness, regia di William Humphrey (1913)
- The Penalties of Reputation, regia di William Humphrey (1913)
- The Flirt, regia di William Humphrey (1913)
- The Line-Up, regia di William Humphrey (1913)
- Playing the Pipers, regia di William Humphrey (1913)
- A Princess of Bagdad, regia di Charles L. Gaskill (1913)
- The Spirit of Christmas, regia di William Humphrey e Tefft Johnson (1913)

#### 1914
- Nocturne in E-Flat, regia di William Humphrey (1914)
- Hearts of Women, regia di William Humphrey e Tefft Johnson[1] (1914)
- The Drudge, regia di Tefft Johnson (1914)
- The Price of Vanity, regia di Harry Lambert (Harry Lambart) (1914)
- Mr. Barnes of New York, regia di Maurice Costello e Robert Gaillard (1914)
- The Awakening of Barbara Dare, regia di Wilfrid North (1914)
- Mr. Bingle's Melodrama, regia di George D. Baker (1914)
- Maria's Sacrifice, regia di William Humphrey (1914)
- Uncle Bill, regia di Ralph Ince (1914)
- The Song of the Ghetto, regia di William Humphrey (1914)
- Polishing Up, regia di George D. Baker (1914)
- The Upper Hand, regia di William Humphrey (1914)
- The Man Who Knew, regia di William Humphrey (1914)
- Fine Feathers Make Fine Birds, regia di William Humphrey (1914)
- His Dominant Passion, regia di William Humphrey (1914)
- His Wedded Wife, regia di William Humphrey (1914)
- The Senator's Brother, regia di William Humphrey (1914)
- The Man That Might Have Been, regia di William Humphrey (1914)

#### 1915
- Heredity, regia di William Humphrey (1915)

#### 1916
- The Secret Seven, regia di William Humphrey (1916)
- From Out of the Past, regia di William Humphrey (1916)
- Husks
- Fathers of Men, regia di William Humphrey (1916)

#### 1917
- The Scarlet Car, regia di Joseph De Grasse (1917)

#### 1919
- A House Divided, regia di J. Stuart Blackton (1919)
- The Way of a Woman, regia di Robert Z. Leonard (1919)

#### 1922
- The Strangers' Banquet, regia di Marshall Neilan (1922)

#### 1923
- La fiera delle vanità (Vanity Fair), regia di Hugo Ballin (1923)
- Scaramouche, regia di Rex Ingram (1923)
- Haldane of the Secret Service, regia di Harry Houdini (1923)
- Senza peccato (The Social Code), regia di Oscar Apfel (1923)
- The Man Life Passed By, regia di Victor Schertzinger (1923)

#### 1924
- The Dramatic Life of Abraham Lincoln
- Arizona Express
- Beau Brummell, regia di Harry Beaumont (1924)
- One Night in Rome

#### 1925
- Dangerous Innocence
- Il fantasma dell'opera, regia di Rupert Julian (1925)
- Drusilla with a Million
- Lady Robinhood, regia di Ralph Ince (1925)
- Il trio infernale (The Unholy Three), regia di Tod Browning - (con il nome William Humphreys) (1925)
- Three Wise Crooks
- The Gold Hunters

#### 1926
- The Danger Girl, regia di Edward Dillon (1926)
- The Midnight Limited, regia di Oscar Apfel  (1926)
- Il barcaiuolo del Volga (The Volga Boatman), regia di Cecil B. DeMille (1926)
- The Dice Woman
- The Silent Lover

#### 1927
- Yours to Command
- City of Shadows
- Temptations of a Shop Girl
- Aflame in the Sky

#### 1928
- L'attrice (The Actress), regia di Sidney Franklin (1928)
- Life's Crossroads

#### 1929
- Donna pagana (The Godless Girl), regia di Cecil B. DeMille (1929)
- Il tenente di Napoleone (Devil-May-Care), regia di Sidney Franklin (1929)

#### 1931
- Subway Express
- Murder at Midnight
- Manhattan Parade

#### 1932
- Madame Racketeer
- The Cowboy Counsellor
- Tangled Destinies
- A Strange Adventure, regia di Phil Whitman e Hampton Del Ruth (1932)

#### 1933
- Il vampiro (The Vampire Bat), regia di Frank Strayer (1933)
- Cheating Blondes
- One Year Later, regia di E. Mason Hopper (1933)
- Curtain at Eight
- Secret Sinners

#### 1934
- The Crime of Helen Stanley
- Are We Civilized?

#### 1935
- The Fighting Pilot
- Get That Man
- The Public Menace
- False Pretenses

#### 1936
- La conquista del West (The Plainsman), regia di Cecil B. DeMille (1936)

#### 1937
- Find the Witness
- Dick Tracy

### Regista
- The Three of Them (1910)
- In Neighboring Kingdoms
- A Tale of Two Cities (1911)
- Selecting His Heiress
- A Southern Soldier's Sacrifice (1911)
- An Aeroplane Elopement
- The Freshet
- A Slight Mistake (1911)
- The Military Air-Scout
- The Heart of the King's Jester (1912)
- The Money Kings co-regia Van Dyke Brooke (1912)
- Nothing to Wear (1912)
- Every Inch a Man
- None But the Brave Deserve the Fair
- The Scoop
- The Dandy, or Mr. Dawson Turns the Tables
- Planting the Spring Garden
- The Trap (1913)
- The Chains of an Oath
- That College Life
- Red and White Roses
- The Golden Hoard; or, Buried Alive
- Mixed Identities (1913)
- Hearts of the First Empire
- Captain Mary Brown
- His Life for His Emperor
- A Husband's Trick
- The Butler's Secret
- An Infernal Tangle
- The Snare of Fate (1913)
- An Unwritten Chapter
- The Glove
- My Lady of Idleness
- The Penalties of Reputation
- The Flirt (1913)
- The Line-Up (1913)
- Playing the Pipers
- The Spirit of Christmas, co-regia di Tefft Johnson (1913)
- Nocturne in E-Flat
- Hearts of Women
- Maria's Sacrifice
- The Song of the Ghetto (1914)
- The Upper Hand (1914)
- The Man Who Knew
- Fine Feathers Make Fine Birds (1914)
- His Dominant Passion
- His Wedded Wife
- The Senator's Brother
- The Man That Might Have Been
- An Affair for the Police
- The Slightly Worn Gown
- For Another's Crime (1915)
- Hearts to Let
- The Millionaire's Hundred Dollar Bill
- The Radium Thieves
- The Return of Maurice Donnelly
- The Way of the Transgressor  (1915)
- The Scar (1915)
- The Good in the Worst of Us (1915)
- The Shadow of Fear
- The Butterfly's Lesson
- On the Turn of a Card - cortometraggio (1915)
- To Cherish and Protect - cortometraggio (1915)
- Heredity - cortometraggio (1915)
- Sam's Sweetheart - cortometraggio (1915)
- The Flower of the Hills - cortometraggio (1915)
- On Her Wedding Night
- The Secret Seven (1916)
- From Out of the Past (1916)
- Husks
- Fathers of Men (1916)
- The Footlights of Fate
- Two Men and a Woman (1917)
- Babbling Tongues (1917)
- Joan of Plattsburg
- The Unchastened Woman (1918)
- Atonement (1919)
- The Black Spider (1920)
- The Midnight Bride (1920)
- The Wife Whom God Forgot (1920)

### Sceneggiatore
- Babbling Tongues (1917), regia di William Humphrey (1917)
- Atonement, regia di William Humphrey (1919)